# Dîhtau
Dîhtau (în rusă Дыхтау; în germană Dychtau) este un munte din masivul Caucaz cu altitudinea de 5.204 m deasupra n.m., fiind după unii geografi pe locul doi ca înălțime în Europa după Elbrus. Acest munte, împreună cu Koschtantau (5.152 m), situat la 6 km est, formează împreună așa-numiții „Frații Besengi” din lanțul de nord al munților Besengi. Muntele a fost escaladat în 1888 de John Cockin și Albert Mummery.

## Vezi și
- Listă de munți înalți din Europa

## Legături externe
- Dykh-Tau
- de  Dykh-Tau[nefuncțională – arhivă]